# Rex Cawley
Rex Cawley (n. 6 iulie 1940, Farmington⁠(d), Michigan, SUA – d. 21 ianuarie 2022, Orange, California, SUA) a fost un atlet ce a reprezentat Statele Unite ale Americii, medaliat olimpic. A participat la o ediție a Jocurilor Olimpice (1964) în care a câștigat medalia de aur în proba de 400 m garduri.

## Palmares
| An   | Competiție        | Locație        | Loc | Eveniment     | Note |
| ---- | ----------------- | -------------- | --- | ------------- | ---- |
| 1964 | Jocurile Olimpice | Tokio, Japonia | 1   | 400 m garduri | 49,6 |
| 1964 | Jocurile Olimpice | Tokio, Japonia | –   | 4x400 m       | NS   |